# Јован Гргуровић
Јован Гргуровић је један од најзначајнијих пиротских уметника. Рођен је 20. јануара 1944. године а умро 16. марта 2014. године.

## Биографија
Средњу уметничку школу у Нишу похађао је у периоду од 1959. до 1964. а Академију ликовних уметности у Београду од 1964. до 1969, а у класи професора Лазара Возаревића, Младена Србиновића и Ђорђа Бошана. Од 1969. године укључује се у ликовни живот Пирота.
Радио је као професор у OШ „8. септембар“; и у средњим школама: Учитељској, Млекарској, Техничкој, Економској. Његова биографија бележи и учешће у конзервацији фресака у Манастиру Студеница и другим српским манастирима.

## Подела на фазе
- Монументална фаза (1970-1990) је прва фаза стваралаштва која се надовезује на аналитички кубистички цртеж. У том, „монументалном“ стилу, рађен је и мурал Борба за слободу 1973. године на зиду основне школе „8. септембар“. Мозаик Распевана младост рађен је 10 година касније, 1983. године. У Гргуровићев опус мозаика спадају и портрети великана: Николе Тесле и Вука Караџића из 2001. године, који се налазе у Техничкој школи у Пироту.

Још једно дело које заслужује посебну пажњу, првенствено по мотивима и начину на који их интерпретира је фонтана у атријуму Техничке школе. Фонтана је оивичена мозаиком са мотивима пиротског ћилима а у њеном центру налази се скулптура у белом мермеру под именом Гугутке на диреци.
- Интимистичка фаза (1990-2000) је друга фаза стваралаштва Гргуровића. Најчешћи мотиви у овој фази Гргуровићевих пејзажа су пиротски кеј и тврђава.
- Поетска фаза (2000-2014) је трећа фаза где се провлачи женска фигура: некад је представљена у загрљају са мушком фигуром, некад са дететом у рукама а често је обавијена плавичастом измаглицом.